# لوسیت
لوسیت  (به انگلیسی: Leucite) با فرمول شیمیایی  از مجموعه کانی هاست و از واژه یونانی leukos یعنی سفید گرفته شده‌است. محلول در HCl K2O:۲۱٫۵٪  Al2O۳:۲۳٫۵٪  SiO۲:۵۵٪  برای اولین بار در ایتالیا کشف شد و از نظر شکل بلور: ایزومتریک - ماکله، رنگ: سفید - خاکستری، شفافیت: غیر شفاف - نیمه شفاف، شکستگی: صدفی - نامنظم، جلا: شیشه‌ای - مات - چرب، رخ: ندارد، سیستم تبلور:  دوشکلی - مکعبی- و در رده‌بندی سیلیکات است همچنین خاصیت مغناطیسی ندارد و منشأ تشکیل آن ماگمایی است.
همایند کانی‌شناسی (پارانژ) آن سختی - چگالی - واکنش هایشیمیاییآنالسیم- نفلین- سانیدین است
، از نظر ژیزمان کوادراتیک بلوری - آگرگات دانه‌ای - پسودومرف کمیاب است و بیشتر در آلمان غربی، ایتالیا، برزیل و آمریکا یافت می‌شود.